# 3.º Cuerpo del Ejército (Francia)
El Tercer Cuerpo del Ejército fue una formación militar que, después de haber existido durante el Primer Imperio Francés, sirvió en el transcurso de la Primera y la Segunda Guerra Mundial, continuando activa hasta después de la Segunda Guerra Mundial. Se disolvió el 30 de junio de 1998.

## Creación y diferentes denominaciones
- 3.er Cuerpo del Ejército (3e Corps d'Armée)
- 05/04/1916: Renombrado como Grupo Nivelle (Groupement Nivelle)
- 21/04/1916: Renombrado como Grupo Lebrun (Groupement Lebrun)
- 15/06/1916: Renombrado como 3.º Cuerpo del Ejército (3e Corps d'Armée)
- 22/06/1916: Renombrado como Grupo G (Groupement G)
- 15/06/1916: Renombrado como 3.º Cuerpo del Ejército (3e Corps d'Armée)
- 30/06/1998: Disolución

## Comandantes
- 1805 -????: Mariscal Davout
- 1812 -????: Mariscal Ney
- 17/08/1859 - 10/03/1862: Mariscal Canrobert
- 14/10/1862 - 25/05/1864: Mariscal Mac-Mahon
- 19/09/1864 -????: Mariscal Forey
- 12/11/1867 - 01/05/1869: Mariscal Bazaine
- 30/06/1869 -????: Mariscal Bazaine
- 15/10/1869 - 17/07/1870: General de Failly
- ??/01/1871 -????: General Blanchard
- 28/09/1873 -????: General Lebrun
- 13/01/1879 - 18/02/1881: General Borel
- 11/02/1885 -????: General Cornat
- 15/02/1885 -????: General Dumont
- 07/02/1888 - 18/10/1893: General du Guiny
- 08/11/1893 -????: General Giovanninelli
- 01/03/1898 -????: General Langlois
- 24/10/1899 - 03/08/1902: General Gallimard
- 01/10/1902 -????: General Servière
- 12/06/1904 -????: General Burnez
- 24/06/1906 -????: General de Torcy
- 17/05/1909 -????: General Meunier
- 14/03/1911 -????: General Valabrègue
- 20/06/1914 -????: General Sauret
- 25/08/1914 -????: General Hache
- 23/12/1905 -????: General Nivelle
- 21/04/1916 - 12/02/1919: General Lebrun
- 12/05/1919 - 23/08/1921: General Naulin
- 21/09/1921 -????: General Duchêne
- 23/09/1924 - 05/11/1927: General de Corn
- 02/09/1939 - 01/07/1940: General de La Laurencie
- 20/02/1945 - 18/08/1945: General Leclerc
- 04/09/1945 - 05/11/1945: General de Larminat
- 1977 - 1980: General de Barry
- 22/02/1991 - 30/06/1998: General Leclerc

## Guerras napoleónicas

### Batalla de Austerlitzel 2 de diciembre de 1805
Bajo el mando del Mariscal Davout
- 1.º División al mando del General Friant
  - 33.º Regimiento de Infantería de Línea
  - 48.º Regimiento de Infantería de Línea
  - 108.º Regimiento de Infantería de Línea
  - 111.º Regimiento de Infantería de Línea
  - 15.º Regimiento de Infantería Ligera
- Caballería del 3.º Cuerpo, al mando del General Vialannes
  - 15.º Regimiento de Dragones
  - 17.º Regimiento de Dragones
  - 18.º Regimiento de Dragones
  - 19.º Regimiento de Dragones
  - 27.º Regimiento de Dragones

### Batalla de Auerstädtel 14 de octubre de 1806
Bajo el mando del Mariscal Davout
- 1.º División al mando del General Morand
  - 17.º Regimiento de Infantería de Línea
  - 30.º Regimiento de Infantería de Línea
  - 51.º Regimiento de Infantería de Línea
  - 61.º Regimiento de Infantería de Línea
  - 13.º Regimiento de Infantería Ligera
- 2.º División al mando del General Friant
  - 33.º Regimiento de Infantería de Línea
  - 48.º Regimiento de Infantería de Línea
  - 108.º Regimiento de Infantería de Línea
  - 111.º Regimiento de Infantería de Línea
  - 15.º Regimiento de Infantería Ligera
- 3.º División al mando del General Gudin
  - 12.º Regimiento de Infantería de Línea
  - 21.º Regimiento de Infantería de Línea
  - 25.º Regimiento de Infantería de Línea
  - 85.º Regimiento de Infantería de Línea

### Batalla de Friedlandel 14 de junio de 1807
Bajo el mando del Mariscal Davout
- 1.º División al mando del General Morand
  - 17.º Regimiento de Infantería de Línea
  - 30.º Regimiento de Infantería de Línea
  - 51.º Regimiento de Infantería de Línea
  - 61.º Regimiento de Infantería de Línea
  - 13.º Regimiento de Infantería Ligera
- 2.º División al mando del General Friant
  - 33.º Regimiento de Infantería de Línea
  - 48.º Regimiento de Infantería de Línea
  - 108.º Regimiento de Infantería de Línea
  - 111.º Regimiento de Infantería de Línea
  - 15.º Regimiento de Infantería Ligera
- 3.º División al mando del General Gudin
  - 12.º Regimiento de Infantería de Línea
  - 21.º Regimiento de Infantería de Línea
  - 25.º Regimiento de Infantería de Línea
  - 85.º Regimiento de Infantería de Línea
- Brigada de Caballería bajo el mando del General Marulaz
  - 1.º Regimiento de Cazadores
  - 2.º Regimiento de Cazadores

### Batalla de Eckmühlel 14 de junio de 1807
Bajo el mando del Mariscal Davout
- División al mando del General Friant
  - 33.º Regimiento de Infantería de Línea
  - 48.º Regimiento de Infantería de Línea
  - 108.º Regimiento de Infantería de Línea
  - 111.º Regimiento de Infantería de Línea
  - 15.º Regimiento de Infantería Ligera
- División al mando del General Saint-Hilaire
  - 3.º Regimiento de Infantería de Línea
  - 57.º Regimiento de Infantería de Línea
  - 72.º Regimiento de Infantería de Línea
  - 105.º Regimiento de Infantería de Línea
  - 10.º Regimiento de Infantería Ligera
- División de Caballería bajo el mando del General Montbrun
  - 2.º Regimiento de Húsares

### Batalla de Wagramel 5 y 6 de julio de 1809
Bajo el mando del Mariscal Davout
- 1.º División al mando del General Morand
  - 17.º Regimiento de Infantería de Línea
  - 30.º Regimiento de Infantería de Línea
  - 51.º Regimiento de Infantería de Línea
  - 61.º Regimiento de Infantería de Línea
  - 13.º Regimiento de Infantería Ligera
- 2.º División al mando del General Friant
  - 33.º Regimiento de Infantería de Línea
  - 48.º Regimiento de Infantería de Línea
  - 108.º Regimiento de Infantería de Línea
  - 111.º Regimiento de Infantería de Línea
  - 15.º Regimiento de Infantería Ligera
- 3.º División al mando del General Gudin
  - 12.º Regimiento de Infantería de Línea
  - 21.º Regimiento de Infantería de Línea
  - 25.º Regimiento de Infantería de Línea
  - 85.º Regimiento de Infantería de Línea
- 4.º División al mando del General Puthod
  - 1 Batallón del 12.º Regimiento de Infantería de Línea
  - 1 Batallón del 17.º Regimiento de Infantería de Línea
  - 1 Batallón del 21.º Regimiento de Infantería de Línea
  - 1 Batallón del 30.º Regimiento de Infantería de Línea
  - 1 Batallón del 33.º Regimiento de Infantería de Línea
  - 1 Batallón del 61.º Regimiento de Infantería de Línea
  - 1 Batallón del 65.º Regimiento de Infantería de Línea
  - 1 Batallón del 85.º Regimiento de Infantería de Línea
  - 1 Batallón del 111.º Regimiento de Infantería de Línea
  - 1 Batallón del 7.º Regimiento de Infantería Ligera
- División de Caballería Ligera, al mando del General Pajol
  - 5.º Regimiento de Húsares
  - 11.º Regimiento de Cazadores
  - 12.º Regimiento de Cazadores

## Primera Guerra Mundial

### Movilización de 1914
Al comienzo de la Primera Guerra Mundial, estuvo subordinado al 5.º Ejército

#### 5.º División de Infantería
- 9.º Brigada
  - 39.º Regimiento de Infantería
  - 74.º Regimiento de Infantería
- 10.º Brigada
  - 36.º Regimiento de Infantería
  - 129.º Regimiento de Infantería
- Caballería
  - 7.º Regimiento de Cazadores a Caballo (1 escuadrón)
- Artillería
  - 43.º Regimiento de Artillería de Campaña (3 grupos)
- Ingeniería
  - 3.º Regimiento de Ingeniería (Compañía 3/1)

#### 6.º División de Infantería
- 11.º Brigada
  - 24.º Regimiento de Infantería
  - 28.º Regimiento de Infantería
- 12.º Brigada
  - 5.º Regimiento de Infantería
  - 119.º Regimiento de Infantería
- Caballería
  - 7.º Regimiento de Cazadores a Caballo (1 escuadrón)
- Artillería
  - 22.º Regimiento de Artillería de Campaña (3 grupos)
- Ingeniería
  - 3.º Regimiento de Ingeniería (Compañía 3/2)

#### 37.º División de Infantería
- 73.º Brigada
  - 2.º Regimiento de Zuavos (3 batallones)
  - 2.º Regimiento de Tiradores (2 batallones)
  - 5.º Regimiento de Tiradores (2 batallones)
  - 6.º Regimiento de Tiradores (2 batallones)
- 74.º Brigada
  - 5.º Regimiento de Zuavos (3 batallones)
  - 3.º Regimiento de Tiradores (2 batallones)
  - 7.º Regimiento de Tiradores (1 batallón)
- Caballería
  - 7.º Regimiento de Cazadores de África (4 escuadrones)
- Artillería
  - 3 grupos de África
- Ingeniería
  - 4.º Regimiento de Ingeniería (Compañías 38/17 y 8/22)
  - 19.º Batallón de Ingeniería (Compañía 19/1)

#### Cuerpo del Ejército
- Regimientos de Infantería (adjuntos al 3.º Cuerpo del Ejército)
  - 239.º Regimiento de Infantería
  - 274.º Regimiento de Infantería
- Caballería (adjunto al 3.º Cuerpo del Ejército)
  - 7.º Regimiento de Cazadores (4 escuadrones)
- Artillería (adjunto al 3.º Cuerpo del Ejército)
  - 11.º Regimiento de Artillería de Campaña (4 grupos)
- Ingeniería (adjunto al 3.º Cuerpo del Ejército)
  - 3.º Regimiento de Ingeniería (Compañías 3/3, 3/4, 3/16 y 3/21)
- Otros (adjuntos al 3.º Cuerpo del Ejército)
  - 3.º Escuadrón de Transporte de Equipos Militares
  - 3.º Sección de Secretarias de Estado Mayor y Reclutamiento
  - 3.º Sección de Oficiales de Enfermería
  - 3.º Sección de Empleados y Obreros Militares de Administración

## De 1945 a la actualidad
- 1989:
  - Estado mayor: Lille
  - Composición:
    - 2.º División de Blindados en Versalles
    - 10.º División de Blindados en Châlons-en-Champagne
    - 2.º División de Infantería en Amiens